# Enharmonische Verwechslung

Tastatur mit Tasten von Es-Dur (grün) und A-Dur (rot)

Enharmonische Verwechslung nennt man in der Musik die kompositorische Praxis, Töne als andere Töne umzudeuten, wenn sie auf einer (12-stufigen) Klaviatur die gleiche Taste, jedoch wegen ihrer Zugehörigkeit zu unterschiedlichen Tonleitern andere Namen haben. Auf einer Klaviatur liegen As und Gis, Ces und H, F und  Eis usw. auf der jeweils selben Taste und können entsprechend anders gedeutet werden: As als Gis, Ces als H oder Eis als F usw. (Es handelt sich nicht um eine „Verwechslung“ im Sinne von Irrtum.) Durch die Umdeutung lassen sich der musikalische Zusammenhang und die Funktion der Töne verändern, beispielsweise um den Wechsel in eine andere Tonart (Modulation) herbeizuführen.

## Beispiele
Beispiel 1:
Der Ton As im zweiten Akkord wird der Tonart Es-Dur zugeordnet. Durch den Vorzeichenwechsel ändert sich die Tonart in A-Dur und der Ton Gis in gleicher Tonhöhe im dritten Akkord wird der Tonart A-Dur zugeordnet.
Beispiel 2:
In diesem Beispiel wird gezeigt, wie ein verminderter Septakkord verschiedenen Tonleitern durch Umdeutung von Tönen zugeordnet werden kann: As-Ces-D-F (Töne der Tonleiter von Es-Dur bzw. es-moll) umgedeutet als As-H-D-F (Töne der Tonleiter von C-Dur bzw. c-moll), als Gis-H-D-F (Töne der Tonleiter von A-Dur bzw. a-moll) und schließlich als Gis-H-D-Eis (Töne der Tonleiter von Fis-Dur bzw. fis-moll).
Manchmal allerdings werden Noten nur der leichteren Lesbarkeit wegen enharmonisch verwechselt notiert.
Der Begriff ist nur begrenzt gleichzusetzen mit dem Begriff Enharmonik (siehe unten), der ein weitaus größeres Bedeutungsfeld einnimmt.
Die zwölf Halbtöne der aufsteigenden, chromatisch angereicherten C-Dur-Tonleiter werden in der zweiten Notenzeile enharmonisch verwechselt, die übereinander stehenden Töne bezeichnen denselben Tonort (siehe unten) und klingen in gleichstufiger Stimmung gleich:
Hier die unterschiedlichen Benennungen für die zwölf Töne der gleichstufigen Tonleiter; Stammtöne sind hervorgehoben:
| His C Deses | Hisis Cis Des | Cisis D Eses | Dis Es Feses | Disis E Fes | Eis F Geses | Eisis Fis Ges | Fisis G Ases (Asas) | Gis As | Gisis A Heses | Ais B Ceses | Aisis H Ces |

Lage von Cis Des und Dis Es in der reinen Stimmung

In vielen Stimmungen ist die enharmonische Verwechslung der oben genannten Töne nicht ohne hörbare „Rückung“  möglich. Beispielsweise ist ein Dis in der reinen Stimmung und mitteltönigen Stimmung tiefer als sein enharmonisch verwechselter Gegenpart, das Es. In der pythagoreischen Stimmung dagegen ist das Dis höher als das Es. Spielt man ein Stück mit enharmonischer Verwechslung auf einem mitteltönig gestimmten Cembalo, klingt die enharmonische Verwechslung mangelhaft. Die Behauptung, dass eine solche Intonation vom Komponisten oder Interpreten trotzdem so gewollt sein kann, ist umstritten.

## Geschichte der Enharmonik und der enharmonischen Verwechslung
Enharmonik war in der antiken Musiklehre neben Diatonik und Chromatik eine Bezeichnung für eine Art der Tonleiterbildung. In der Musiktheorie der Renaissance wurde der Begriff wieder aufgegriffen und unterschiedlich verwendet. In der Musik des 16. Jahrhunderts finden wir daher zweierlei Bedeutungen.
- Zum einen waren beispielsweise in der neunzehnstufigen Stimmung bei Guillaume Costeley mit enharmonischen Tönen Töne unterschiedlicher Höhe gemeint.
- Zum anderen gab es in den als gleichstufig bezeichneten Lautenstimmungen dieser Zeit eine Enharmonik mit jeweils denselben Tonarten.

Gegen Ende des 17. Jahrhunderts ermöglichten die wohltemperierten Stimmungen sämtliche enharmonischen Verwechslungen auf jeweils denselben Tonarten. Mit der Möglichkeit, – über die Begrenzungen der mitteltönigen Stimmungen hinaus – auch Cis und Des, Es und Dis, F und Eis, Fis und Ges, Gis und As, B und Ais sowie C und His enharmonisch nicht nur in melodischem, sondern auch in harmonischem Zusammenhang zu verwenden, standen nun sämtliche Tonarten des Quintenzirkels und deren Akkorde sogar für ein Musikstück zur Verfügung. Die Rezitative des Spätbarock sind geradezu geprägt durch ihre intensive Ausnutzung enharmonischer Fortschreitungen. Als bedeutendes Mittel der Modulation mit Hilfe der enharmonischen Verwechslung wurde der verminderte Septakkord entdeckt, dessen vier Töne sich vielfältig umdeuten lassen.
Ob eine enharmonische Verwechslung durchgeführt werden konnte, hing also vom verwendeten Stimmungssystem ab. Je näher dieses der wohltemperierten Stimmung und schließlich der gleichstufigen Stimmung kam, desto zahlreicher und für das Gehör tolerierbarer ließen sich enharmonische Verwechslungen verwenden.
In der Musik der Romantik wurde die Tonalität immer mehr erweitert und begann sie sich im Laufe des 19. Jahrhunderts bei einigen Komponisten aufzulösen. Dabei spielte die Enharmonik eine bestimmende Rolle, so z. B. bei Franz Schubert, Franz Liszt, Richard Wagner und weiterführend in das 20. Jahrhundert hinein z. B. bei Gabriel Fauré, Claude Debussy, Alexander Nikolajewitsch Skrjabin, Max Reger und dem frühen Arnold Schönberg, denen unter anderem die enharmonische Umdeutung alterierter Akkorde fast grenzenlose Modulationen und eine nicht mehr unbedingt an einen Grundton gebundene Harmonik ermöglichte.
In der weiteren Entwicklung hin zur Atonalität sowie später in der Dodekaphonie und im Rahmen serieller Kompositionsweisen verlor die Enharmonik weitgehend ihre bisherige funktionale Bedeutung. Bei enharmonischen Verwechslungen ging es oft nur noch um eine möglichst pragmatische Notation und weniger um die harmonische Umdeutung eines Tones. Folgerichtig wurden neue, zwölfstufige Notationssysteme erfunden und teilweise in der Praxis verwendet, die keine enharmonischen Töne mehr enthalten.
Typische Beispiele für die enharmonische Verwechslung:
|  |  |  |